# Карлтонские сады
Карлтонские сады — объект Всемирного наследия ЮНЕСКО (объединённый с Королевским выставочным центром), расположенный в северо-восточной части Центрального делового квартала Карлтона, пригорода австралийского города Мельбурна.
На площади в 26 гектаров находятся, помимо зелёных насаждений, Королевский выставочный центр, Мельбурнский музей, кинотеатр, теннисные корты, детская площадка. Объект имеет форму правильного четырёхугольника, находится на стыке улиц Victoria Street, Rathdowne Street, Carlton Street и Nicholson Street. В списке объектов Всемирного наследия указано, что Карлтонские сады представляют собой «историческое, архитектурное, эстетическое, социальное и научное значение для штата Виктория».
Сады являются примером ландшафтной архитектуры викторианской эпохи с широкими газонами и зелёными насаждениями из европейских и австралийских деревьев, среди которых дуб черешчатый, тополь белый, платаны, вязы, хвойные деревья, кедры, бургундские дубы, араукария и местные вечнозелёные растения, в частности Ficus macrophylla, а также цветники из однолетних растений и кустарников. 
Группы деревьев образуют аллеи, подчёркивающие фонтаны и архитектуру выставочного центра. Одной из них является Большая платановая аллея, которая ведёт к выставочному центру. В южной части парка расположены два небольших декоративных озера. В северной части парка находятся музей, теннисные корты, хозяйственные и административные здания, а также детская площадка, выполненная в стиле викторианского лабиринта.